# Rio Dumeşti
O Rio Dumeşti é um rio da Romênia, afluente do Sârbi, localizado no distrito de Hunedoara.